# Stygobromus borealis
Stygobromus borealis är en kräftdjursart som beskrevs av John R. Holsinger 1978. Stygobromus borealis ingår i släktet Stygobromus och familjen Crangonyctidae. Inga underarter finns listade i Catalogue of Life.